# Liberal-Socialista Chileno
De Liberal-Socialista Chileno (Nederlands: Chileense Liberaal-Socialisten) was een centrumrechtse verkiezingsalliantie die van 1989 tot 1990 in Chili bestond. Het kartel bestond uit twee politieke partijen:
- Partido Liberal (Liberale Partij)
- Partido Socialista Chileno (Chileense Socialistische Partij)

Beide partijen waren voorstander van de beëindiging van de militaire dictatuur en het herstel van de democratie in Chili. Op 11 augustus 1988 werd de Liberal-Socialista Chileno geregistreerd bij de kiesraad. Bij de Presidentsverkiezingen in Chili#presidentsverkiezingen van 1989 steunde het kartel de kandidatuur van de partijloze liberaal Francisco Javier Errázuriz Talavera die bij de verkiezingen 15,43% van de stemmen wist binnen te halen en als derde eindigde. Bij de parlementsverkiezingen verkreeg het kartel te weinig stemmen voor een zetel in het Nationaal Congres van Chili.
Kort na de verkiezingen van 1989 werd de Partido Socialista Chileno opgeheven en op 9 mei 1990 werd de LSR ontbonden.

## Uitslagen
| Kamer van Afgevaardigden   | Kamer van Afgevaardigden | Kamer van Afgevaardigden | Kamer van Afgevaardigden | Kamer van Afgevaardigden |
| Partij                     | Stemmen                  | Percentage               | Kandidaten               | Gekozenen                |
| -------------------------- | ------------------------ | ------------------------ | ------------------------ | ------------------------ |
| Partido Liberal            | 47 237                   | 0,69                     | 13                       | 0                        |
| Partido Socialista Chileno | 10 398                   | 0,15                     | 1                        | 0                        |
| Onafhankelijken            | 148 503                  | 2,18                     | 24                       | 0                        |
| Totaal                     | 206 138                  | 3,03                     | 38                       | 0                        |
| Senaat                     |                          |                          |                          |                          |
| Partij                     | Stemmen                  | Percentage               | Kandidaten               | Gekozenen                |
| Partido Liberal            | 10 129                   | 0,15                     | 3                        | 0                        |
| Partido Socialista Chileno | 4254                     | 0,06                     | 1                        | 0                        |
| Onafhankelijken            | 199 618                  | 2,94                     | 12                       | 0                        |
| Totaal                     | 214 001                  | 3,15                     | 16                       | 0                        |